# Eunice oerstedii
Eunice oerstedii är en ringmaskart som beskrevs av William Stimpson 1853. Eunice oerstedii ingår i släktet Eunice och familjen Eunicidae. Inga underarter finns listade i Catalogue of Life.